# (1987) Каплан
(1987) Каплан (лат. Kaplan) — типичный астероид главного пояса. Он был открыт 11 сентября 1952 года советским астрономом Пелагеей Шайн в симеизской обсерватории Крыма и назван в честь другого советского астронома Самуила Каплана.

Орбита астероида Каплан и его положение в Солнечной системе
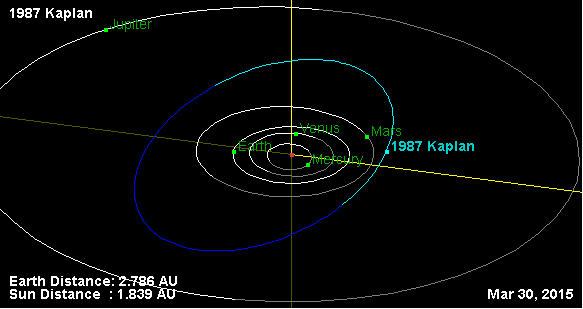
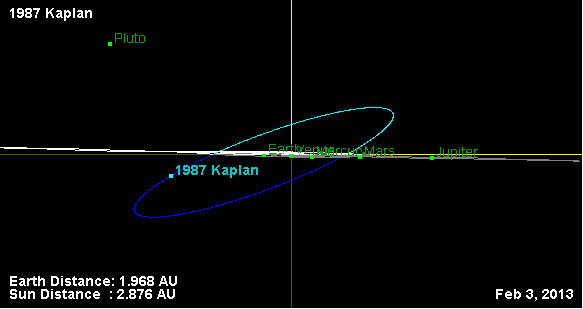